# Сільниця (Лодзинське воєводство)
Сільниця (пол. Silnica) — село в Польщі, у гміні Житно Радомщанського повіту Лодзинського воєводства.
Населення — 366 осіб (2011).
У 1975-1998 роках село належало до Ченстоховського воєводства.

## Демографія
Демографічна структура станом на 31 березня 2011 року:
|          | Загалом | Допрацездатний вік | Працездатний вік | Постпрацездатний вік |
| -------- | ------- | ------------------ | ---------------- | -------------------- |
| Чоловіки | 188     | 29                 | 133              | 26                   |
| Жінки    | 178     | 25                 | 90               | 63                   |
| Разом    | 366     | 54                 | 223              | 89                   |